# Лазар Парашкеванов
Лазар Парашкеванов е български архитект.

## Биография
Лазар Парашкеванов е роден на 20 септември 1890 година в село Хотница, тогава Княжество България. Участва в Балканските войни (1912 – 1913) и Първата световна война (1914 – 1918), след което завършва инженерство и архитектура в Прага (1920).
Парашкеванов е близък с водача на Българския земеделски народен съюз (БЗНС) и министър-председател Александър Стамболийски, който му възлага проектирането на сграда за Съюзен земеделски дом между ул. „Врабча“ и бул. „Дондуков“ в София. След поредица преработвания проектът е реализиран в средата на 50-те години. Освен от БЗНС сградата се използва и от Народната опера. Сред проектите на Парашкеванов са и първите жилищни кооперации в София през 20-те години, както и стадион Георги Аспарухов – Герена през 1963.
Умира на 1 октомври 1977 г. в София и е погребан в Централните софийски гробища.

## Памет
На архитект Лазар Парашкеванов е наречена улица в квартал „Люлин“ в София (Карта).
- Рекламно каре на апартаменти от архитект Парашкеванов, публикувано във вестник „Комедия“, 1928 г.
- Паметна плоча на Лазар Парашкеванов на сградата „Палата Света София“ на ул. „Московска“ 29
- Мемориална плоча на дом-паметник „Александър Стамболийски“, надписът на малката плоча отдолу гласи: „План и ръководство: архитект Лазар Парашкеванов“

## Галерия
- Старото кметство в Благоевград
- Стадион „Георги Аспарухов“
- Националната опера и балет
- Жилищна кооперация „Света София“
- Мавзолей на Александър Стамболийски